# Banc Kofler
Pour les articles homonymes, voir Banc.
Le banc Kofler ou table chauffante de Kofler, est un appareil de mesure permettant d'estimer la température de fusion d'une matière, développé par Adelheid et Ludwig Kofler. Il s'agit d'une plaque chauffante présentant un gradient de température, sur laquelle on déplace un échantillon.
Allié à d'autres techniques, il a été et est encore largement utilisé au laboratoire de chimie organique. Il suffit à obtenir une détermination préliminaire de la température de fusion et ainsi identifier rapidement un composé pur parmi d'autres, vérifier le degré de pureté d'un échantillon connu, constater un mélange ou une addition intempestive ou frauduleuse.

## Description

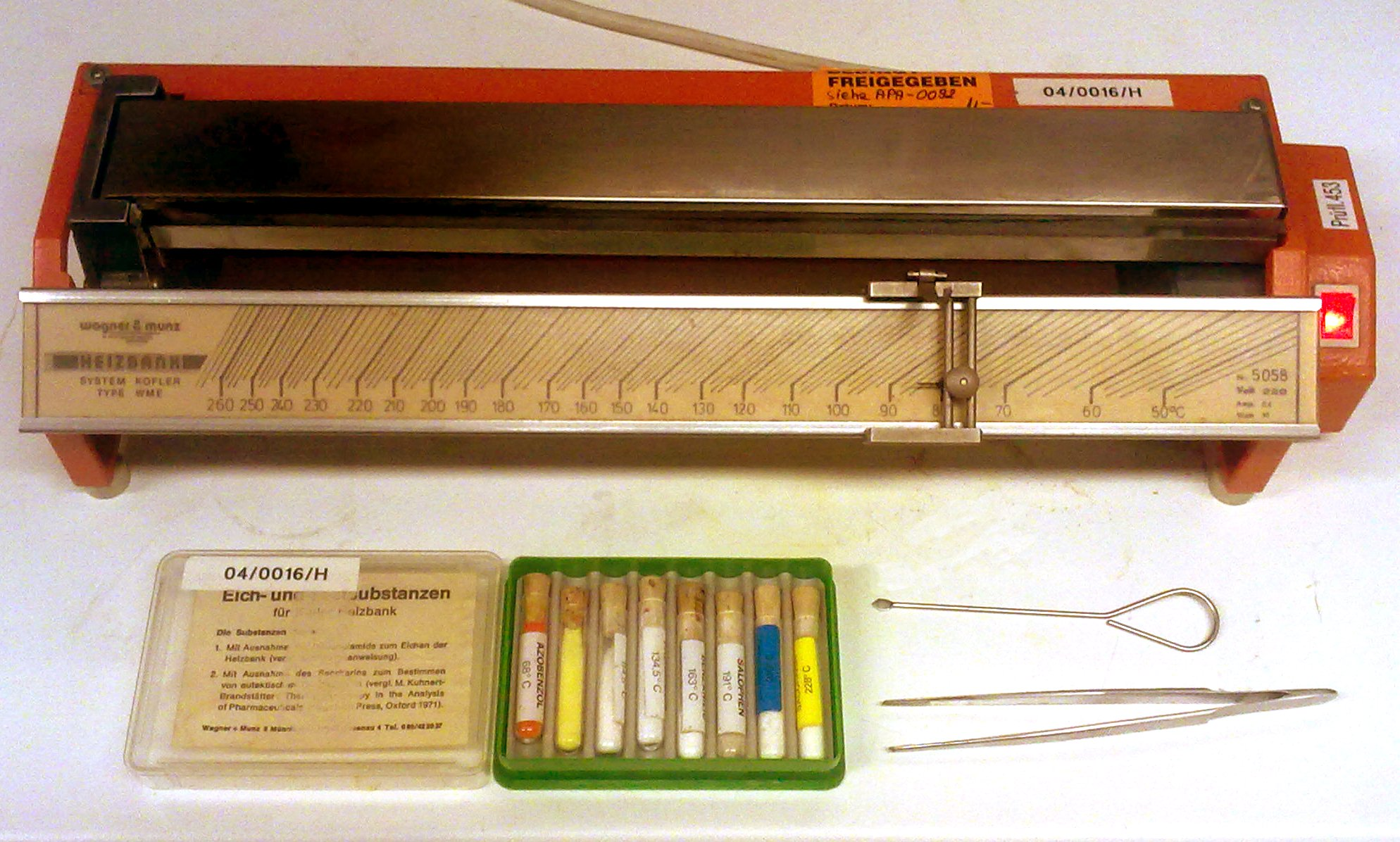
Banc Kofler et boîte d'échantillons.

Cet équipement est certes plus pratique que le bloc Maquenne mais sa précision n'est pas élevée : la mesure du point de fusion et d'ébullition est rapide et grossière. 
Le banc Kofler se compose d'une plaque chauffante, mais contrairement au bloc Maquenne, celle-ci présente un gradient de température à sa surface, habituellement de 50 à 250 °C. La table est chauffée électriquement par de fines lames métalliques de longueur décroissante qui distribuent la chaleur. Un curseur se déplaçant le long de cette plaque facilite la lecture des températures.

## Utilisation

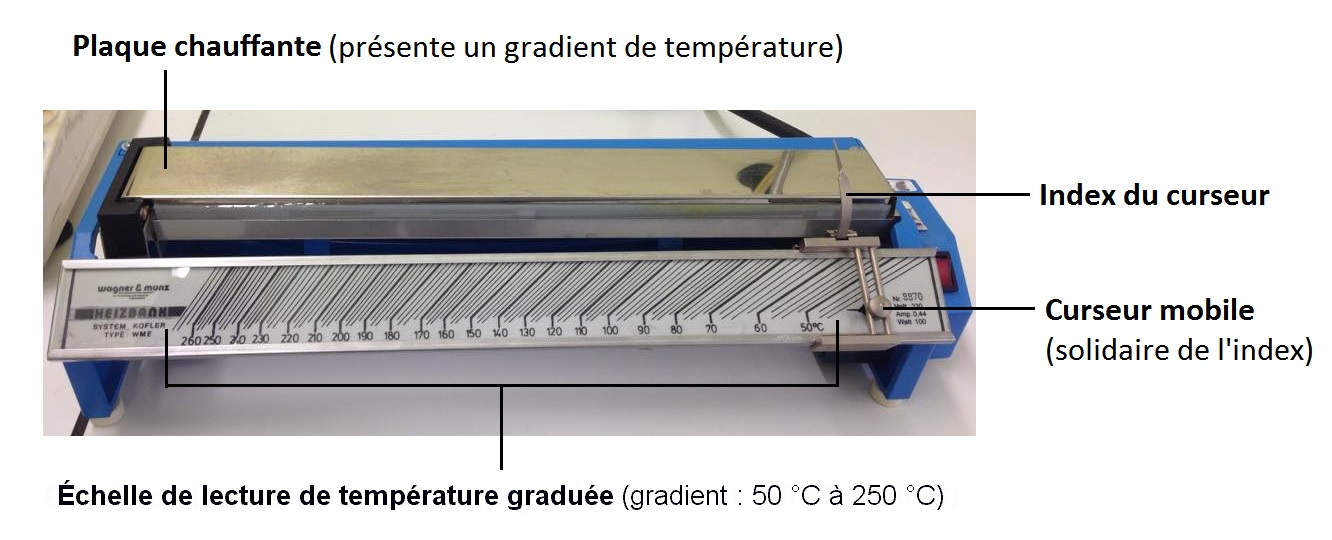
Banc Kofler.

Précautions. Le banc Kofler est une plaque chauffante. Il doit être manipulé sans gants, qui risqueraient de fondre et provoquer des brûlures, et à distance des solvants volatils et inflammables. Afin d'assurer la stabilité du gradient de température, il ne doit pas être soumis à des courants d'air. Les produits placés sur le banc doivent être secs. Si ce n'est pas le cas, ils doivent être séchés à l'aide d'une étuve.
Préchauffage. Le banc doit avoir été allumé suffisamment à l'avance pour que sa température en tout point soit stable. 30 à 45 minutes sont généralement nécessaires. Avant toute utilisation, le banc doit être étalonné dans la zone approximative où doit être effectuée la mesure de point de fusion.
Étalonnage. Une très petite quantité d'un composé étalon est déposée sur la partie froide de la table chauffante et déplacée vers sa partie chaude jusqu'à observer sa fusion. Ce composé est choisi parmi une série d'étalons de points de fusion croissants, généralement fournis avec le banc (c'est la petite boîte en avant du banc sur la photo du haut). L'étalon fond à une température précise car il est pur et bien cristallisé. Le curseur de température est alors ajusté pour faire correspondre son index avec la température de l'étalon. Le banc doit être alors essuyé en évitant l'utilisation d'un solvant car son évaporation modifie sensiblement le gradient de température.
Mesure. La mesure de la température de fusion du composé inconnu est ensuite réalisée comme pour l'étalonnage. Le composé est considéré comme impur quand sa température de fusion est inférieure à celle attendue, ou quand sa fusion s'effectue sur une plage de température et non à une température précise.
Un produit pur possède un point de fusion précis, moins de un degré Celcius d'écart, alors qu'un produit comportant des impuretés aura un intervalle de fusion plus étalé, et une température différente de celle du corps pur. Par conséquent, le banc Kofler est une mesure rapide et simple de la pureté d'un produit, donc très répandue au laboratoire.
La mesure doit être réalisée en regardant verticalement le banc Kofler, afin d'éviter les erreurs de parallaxe.
Nettoyage. Après une mesure, le nettoyage se fait en deux temps : d'abord déplacer le liquide et le résidu solide vers le côté froid avec du coton sec pour l'enlever, puis nettoyer la surface parcourue avec un chiffon légèrement imbibé d'éthanol. Le banc doit être revenu à l'équilibre thermique avant une nouvelle mesure.

## Mesure précise de point de fusion
Les mesures fines de point de fusion de corps purs sont effectuées en tube capillaire (à l'aide d'un tube de Thiele) ou à l'aide d'un microscope à point de fusion.